# Txekhovskie Medvedi
El Chehovski Medvedi és un club d'handbol rús de la ciutat de Chehov, a l'àrea metropolitana de Moscou. Aquesta societat esportiva fundada el 2001 és l'hereva de la secció d'handbol del CSKA Moscou.

## Història

### CSKA Moscou
La secció d'handbol del CSKA Moscou sempre estigué a l'ombra del seu veí MAI Moscou, el qual fou el gran dominador d'aquesta disciplina, això no obstant, el CSKA aconseguiria importants èxits a la dècada dels 80 quan aconseguí imposar-se en la Recopa d'Europa d'handbol de 1987 i a la Copa d'Europa d'handbol de 1988, de la qual ja n'havia estat finalista el 1977.
Posteriorment, l'entitat tindria una altra època daurada als 90 amb la refundada Lliga Russa d'handbol, guanyant-la els anys 1994, 1995, 2000 i 2001, això no obstant, a poc a poc l'equip anà perdent competitivitat a nivell internacional, amb el que en finalitzar la temporada 2001 es decideix que la secció s'independitzi del CSKA Moscou i es refundi com a Chehovski Medvedi.

### Chehovski Medvedi
La societat es creà el 2001 amb la fusió de la secció d'handbol del CSKA Moscou i l'Académia Esportiva de Chehov per tal d'aconseguir un equip competitiu a nivell internacional.
Des de la seva fundació, el Chehovski Medvedi ha estat el campió de la Lliga Russa en totes les seves edicions i la seva plantilla és gairebé a la pràctica la totalitat de la Selecció Nacional.
El primer gran èxit a nivell internacional de la nova entitat arribaria l'any 2006 en guanyar la Recopa d'Europa d'handbol. No obstant això, també cal destacar grans actuacions a altres competicions, com la Copa EHF, caient tan sols davant equips alemanys o espanyols, els grans dominadors d'aquest esport.

## Palmarès

### CSKA Moscou
- 1 Copa d'Europa: 1988
- 1 Recopa d'Europa: 1987
- 9 Lliga soviètica: 1973, 1976, 1977, 1978, 1979, 1980, 1982, 1983, 1987
- 4 Superlliga russa: 1994, 1995, 2000 i 2001

### Txekhovskie Medvedi
- 1 Recopa d'Europa: 2006
- 8 Superlliga russa: 2002, 2003, 2004, 2005, 2006, 2007, 2008 i 2009